# Doroslovo
Doroslovo (cyr. Дорослово; węg. Doroszló) – wieś w Serbii, w Wojwodinie, w okręgu zachodniobackim, w mieście Sombor. W 2011 roku liczyła 1497 mieszkańców.